# 480 (số)
480 (bốn trăm tám mươi) là một số tự nhiên ngay sau 479 và ngay trước 481.